# Rogers Place

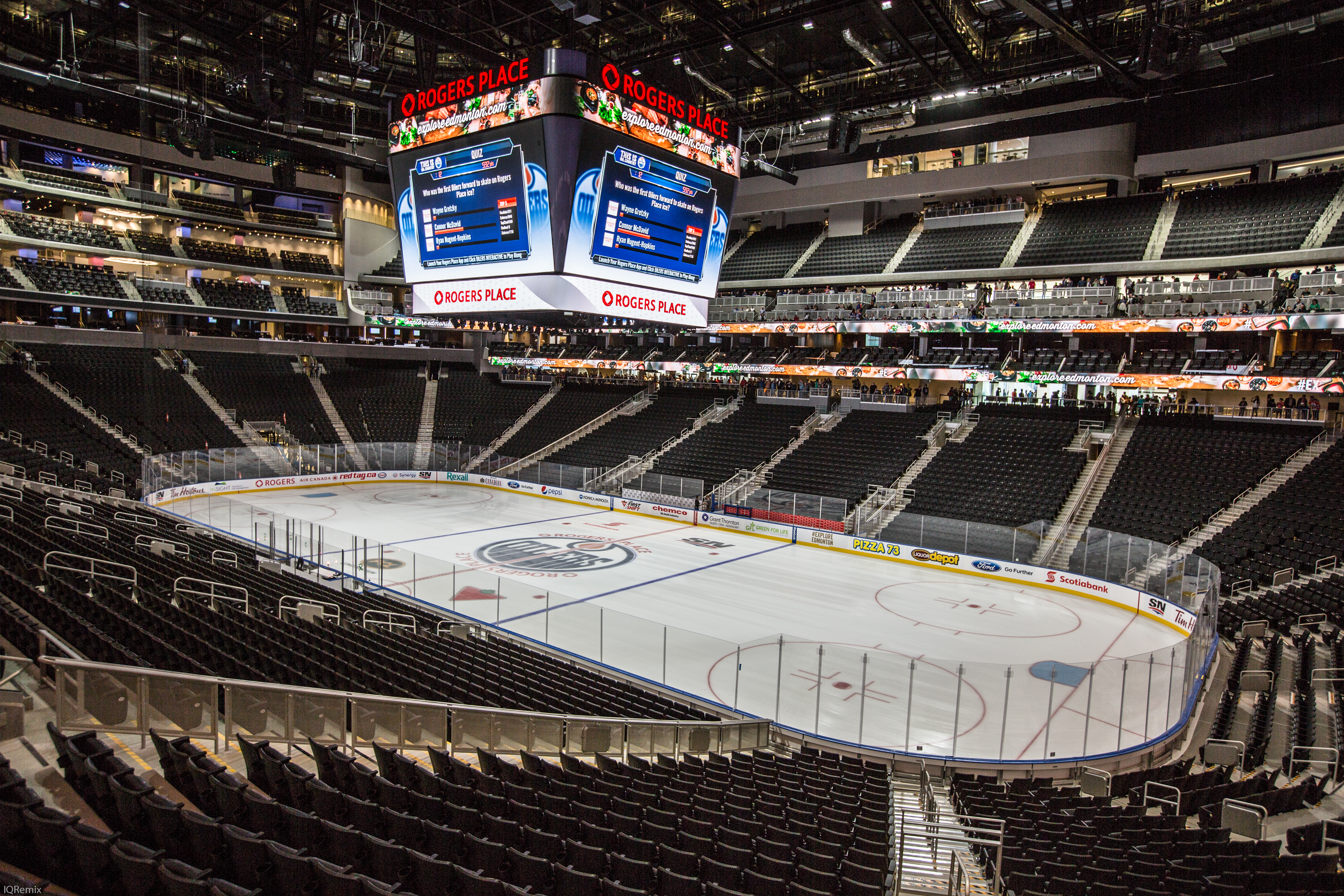
Vnitřek Rogers Place připravený na utkání ledního hokeje v září 2016.

Rogers Place, je víceúčelová hala, která stojí ve městě Edmonton, v provincii Alberta v Kanadě. Je používána především pro lední hokej, ovšem je vhodná i pro pořádání jiných sportovních událostí, ale i pro kulturní a zábavní akce, koncerty a další. Výstavba arény byla zahájena 3. března 2014 a stadion se otevřel 8. září 2016 po více než dvouroční výstavbě. Kapacita haly na lední hokej dosahuje až 18 641 míst, na basketbal 19 500 míst a na koncerty dokonce 20 734 míst. Aréna je domovským stánkem Edmontonu Oilers hrajícího nejvyšší severoamerickou soutěž National Hockey League (NHL), kam sem mužstvo přesunulo z arény Northlands Coliseum, kde hrálo od roku 1974.

## Události
| Datum              | Umělec                       | Tour                                   |
| ------------------ | ---------------------------- | -------------------------------------- |
| 16. září 2016      | Keith Urban                  | Ripcord World Tour                     |
| 17. září 2016      | Dolly Parton                 | Pure & Simple Tour                     |
| 20. září 2016      | Drake & Future               | Summer Sixteen Tour                    |
| 21. září 2016      | Drake & Future               | Summer Sixteen Tour                    |
| 29. září 2016      | Dixie Chicks                 | DCX MMXVI World Tour                   |
| 13. října 2016     | Carrie Underwoodová          | Storyteller Tour: Stories in the Round |
| 15. října 2016     | Kanye West                   | Saint Pablo Tour                       |
| 22. října 2016     | John Fogerty                 | Rollin' On The River                   |
| 5. listopadu 2016  | Chicago & Earth, Wind & Fire | Heart and Soul Tour 2.0                |
| 18. listopadu 2016 | Florida Georgia Line         | Dig Your Roots Tour                    |
| 31. března 2017    | The Lumineers                | Cleopatra World Tour                   |
| 26. září 2017      | Coldplay                     | A Head Full of Dreams Tour             |

| Datum              | Vystupující      | Tour                     |
| ------------------ | ---------------- | ------------------------ |
| 30. listopadu 2016 | Amy Schumer      | Amy Schumer Tour         |
| 22. prosince 2016  | Cirque du Soleil | Toruk - The First Flight |
| 23. prosince 2016  | Cirque du Soleil | Toruk - The First Flight |
| 24. prosince 2016  | Cirque du Soleil | Toruk - The First Flight |
| 25. prosince 2016  | Cirque du Soleil | Toruk - The First Flight |
| 26. prosince 2016  | Cirque du Soleil | Toruk - The First Flight |

| Datum             | Událost                                                       |
| ----------------- | ------------------------------------------------------------- |
| 8. listopadu 2016 | 2016 CHL Canada/Russia Series – WHL All-Stars vs. Výběr Ruska |